# Aeroportul Khovd
Aeroportul Khovd (IATA: HVD, ICAO: ZMKD) este un aeroport din Hovd⁠(d), Chowd-Aimag, Mongolia.
Situat la o altitudine de 1.451 m, aeroportul dispune de o singură pistă.